# Urocissa
Urocissa Cabanis, 1850 è un genere di uccelli passeriformi appartenente alla famiglia Corvidae.

## Etimologia
Il nome scientifico del genere, Urocissa, deriva da Cissa (una delle Pieridi, mitiche fanciulle che osarono sfidare le Muse in una gara di canto, venendo sconfitte e punite con la trasformazione in gazze), con l'aggiunta del prefissoide uro- di derivazione greca (da ουρα/oura, "coda"), in riferimento alla lunga coda degli appartenenti al genere.

## Descrizione

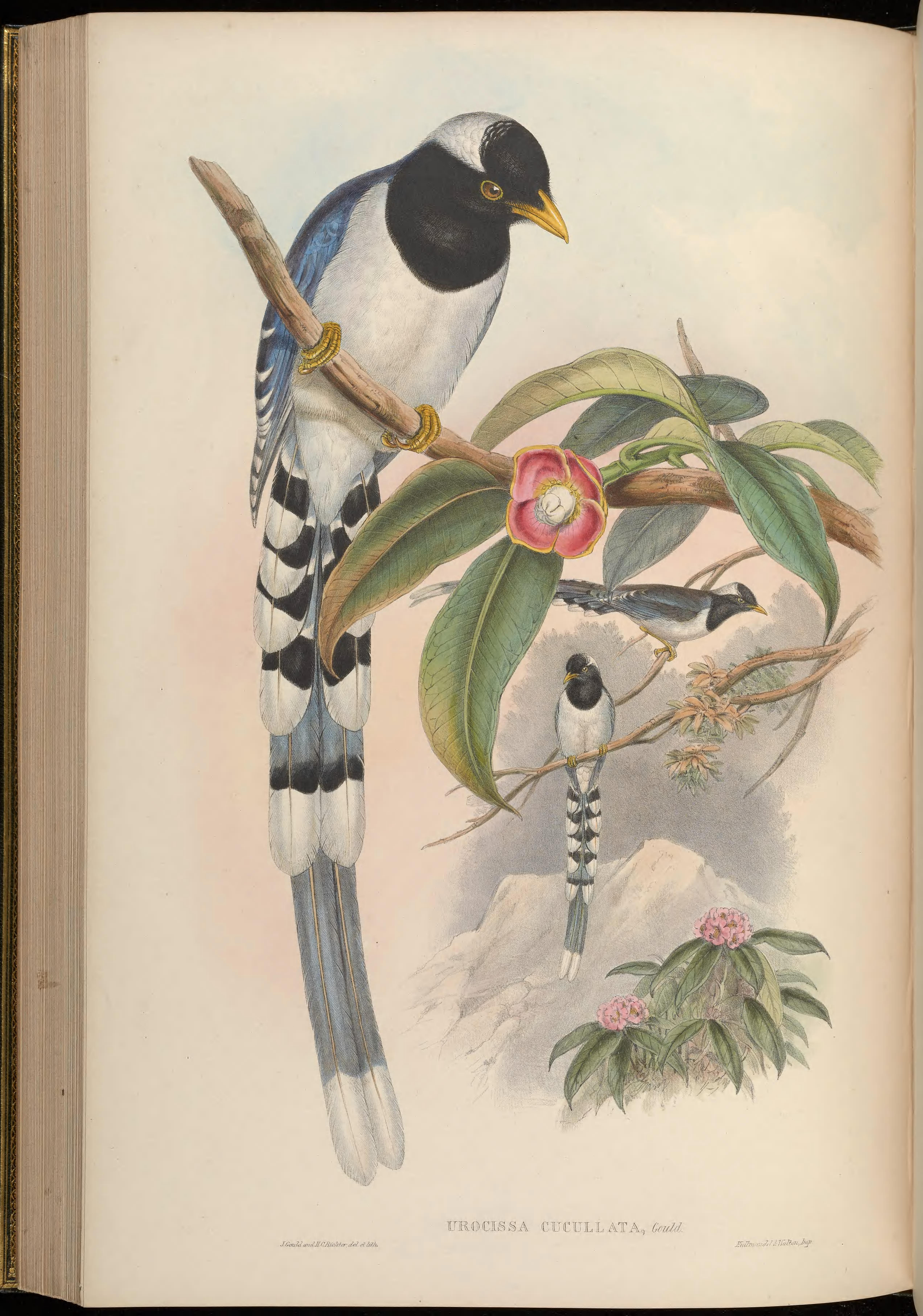
Illustrazione di U. flavirostris.

Si tratta di uccelli di medie dimensioni (dai 40-47 cm della gazza di Ceylon ai 63-68 cm di gazza di Taiwan e gazza blu), muniti di lunga coda (circa una volta e mezzo il corpo), testa ovale e allungata, becco conico e piuttosto forte, ali digitate e forti zampe: nel complesso, questi animali ricordano molto le gazze, con le quali sono del resto imparentati.
Il colore della livrea varia anche considerevolmente fra le varie specie: tranne che nella gazza alibianche (che ricorda vagamente una giovane cornacchia nell'aspetto e nella colorazione), tuttavia, questi uccelli mostrano in linea di massima testa più scura e corpo di colore blu-azzurro, con tendenza a schiarirsi nell'area ventrale.

## Biologia
Le gazze ascritte a questo genere sono uccelli molto chiassosi e ciarlieri, seppur timidi e non facili da avvistare, che si spostano incessantemente dal suolo ai rami di cespugli ed alberi alla ricerca di cibo (costituito da insetti, piccoli vertebrati, frutta e bacche): monogami, le coppie collaborano in tutte le fasi dell'evento riproduttivo, dalla costruzione del nido alla cova ed all'allevamento della prole.

## Distribuzione e habitat
Il genere è diffuso nel Sud-est asiatico, con le varie specie che popolano gli ambienti alberati di pianura (dalla foresta pluviale alla foresta decidua) di un'area che va dal Kashmir a Taiwan, a sud fino all'Indocina e a Ceylon.

## Tassonomia

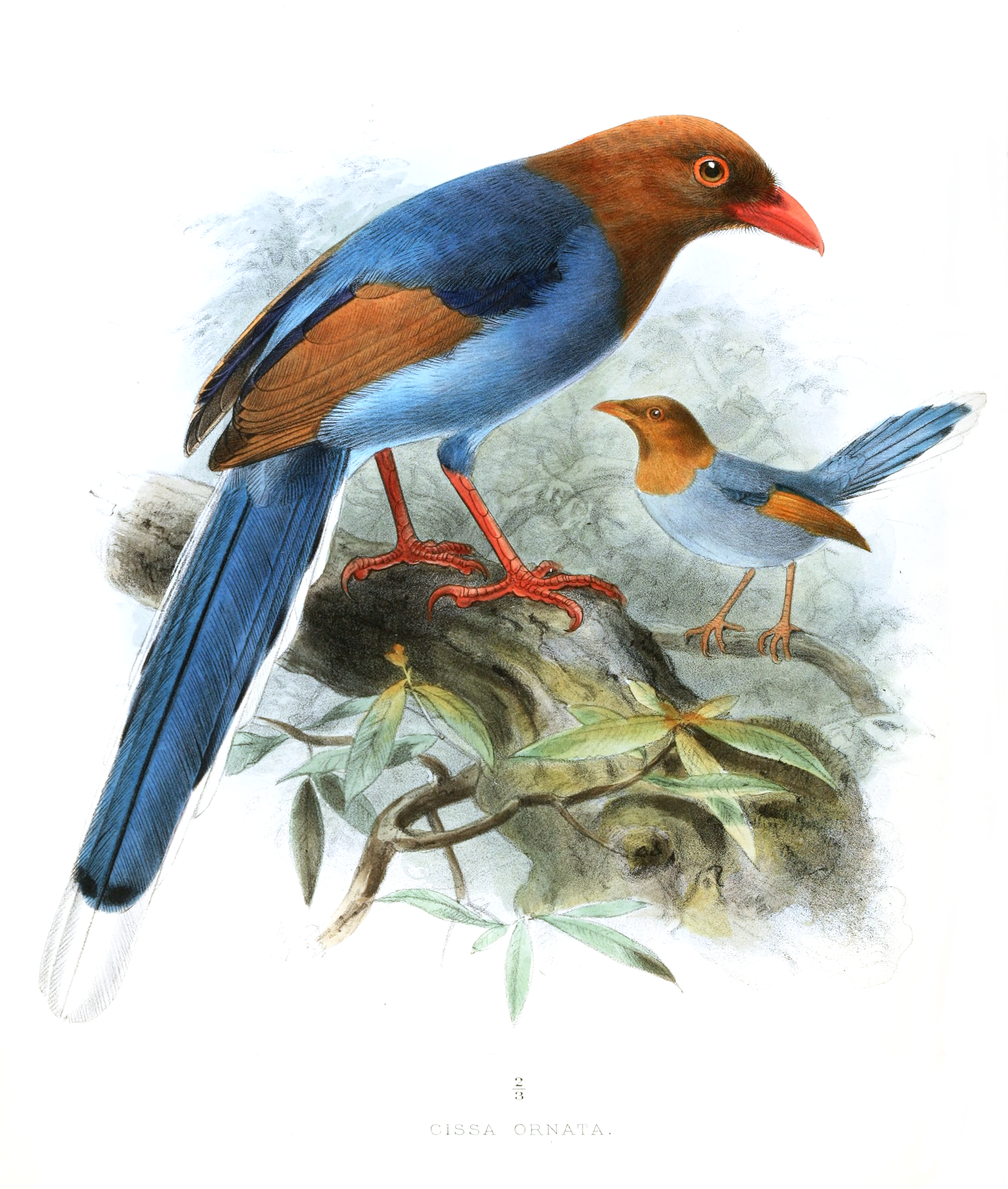
U. ornata.

Al genere vengono ascritte 5 specie:
- Urocissa ornata (Wagler, 1829) - Gazza di Ceylon
- Urocissa caerulea Gould, 1863 - Gazza di Taiwan
- Urocissa flavirostris (Blyth, 1846) - Gazza beccodorato
- Urocissa erythroryncha (Boddaert, 1783) - Gazza blu
- Urocissa whiteheadi Ogilvie-Grant, 1899 - Gazza alibianche

Nell'ambito della famiglia dei corvidi, il genere Urocissa forma un clade a sé stante con Cissa, assimilabile al rango di sottofamiglia.